# Bruno Garlepp
Bruno Garlepp (* 3. Januar 1845 in Kölsa; † 12. November 1916 in Berlin) war ein deutscher Schriftsteller, Maler und Komponist.

## Leben
Der in Kölsa bei Wiedemar und Delitzsch im heutigen Landkreis Nordsachsen geborene Garlepp studierte evangelische Theologie und arbeitete zunächst als Lehrer in Dresden. 1880 zog er nach Berlin, wo er sich der Literatur widmete. Bekannt wurde der Schriftsteller, durch von ihm verfasste historische Erzählungen und Abenteuerromane.

## Werke (Auswahl)
- Am Ende vom Alt-Berlin (1898)

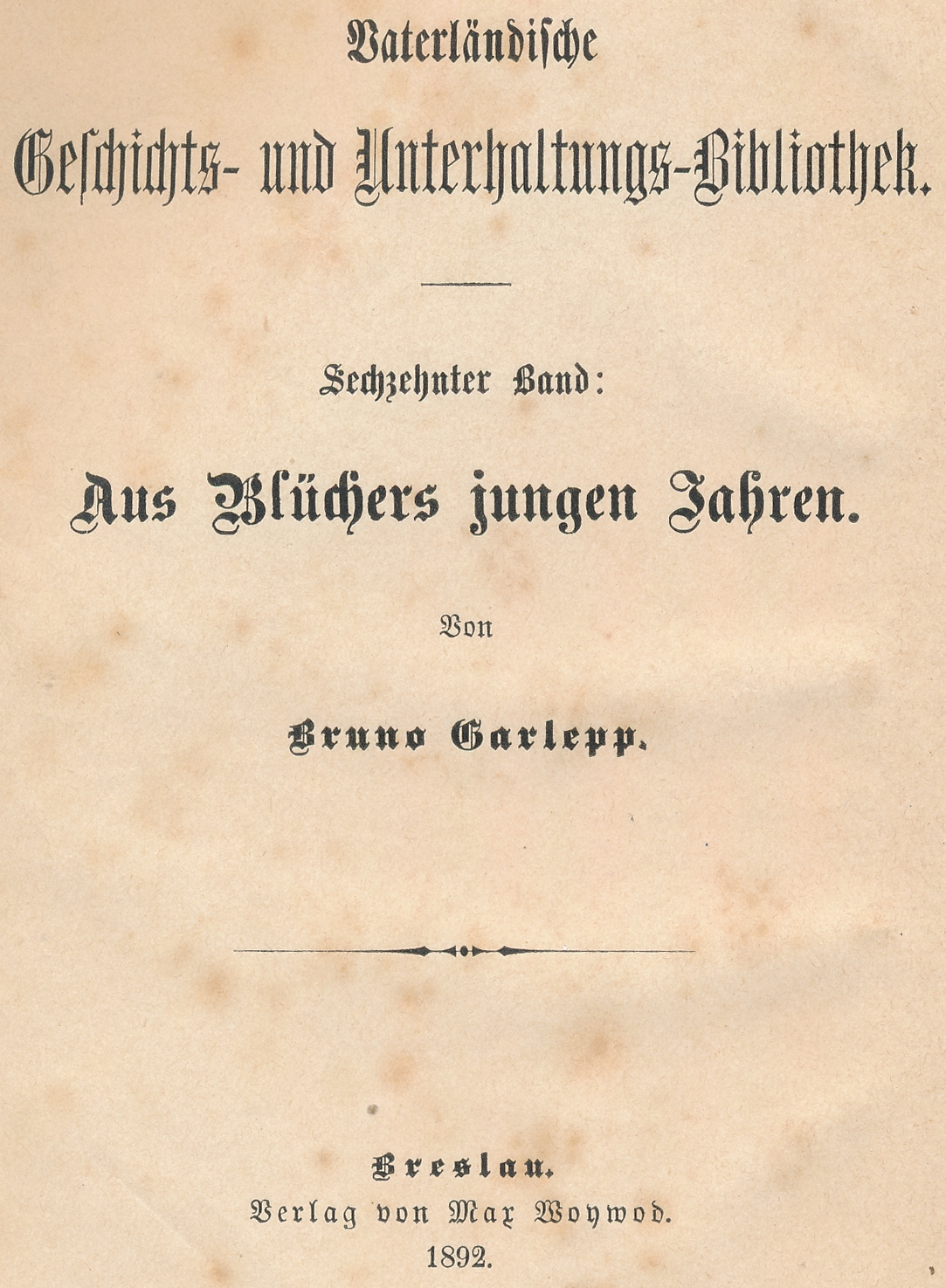
Titelseite von Aus Blüchers jungen Jahren, zweite, verbesserte Auflage, Verlag von Max Woywod, Breslau 1892.

- Am Hofe Friedrichs des I. von Preußen (1895)
- Aus Blücher's jungen Jahren (1889)
- Aus Wrangel's jungen Jahren (1889)
- Aus Ziethen's jungen Jahren (1888)
- Bis zum Kaiserthron (1888)
- Durch Steppen und Tundren (1900)
- Elf Tage Ferien (1893)
- Halbmond und Griechenkreuz (1905)
- Heiduckenkämpfe (1901)
- In tausend Gefahren (1901)
- Die Kornblumen von Paretz (1881)
- Kurfürst und Bauernsohn (1882)
- Luise, Preußens Engel (1881)
- Die Paladine Kaiser Wilhelm's I. (1890–1893)
- Der Pußtenkönig (1902)
- Rheinsberger Tage Friedrichs des Großen (1913)
- Der Salzgraf von Halle
- Thronfolgerleben in Brandenburg-Preußen (1911)
- Um Gold und Diamanten (1900–1910)
- Ein vergessener Held Friedrichs des Großen (1889)
- Von Babelsberg bis Friedrichskron (1889)
- Vom Himmel hoch, da komm ich her (1917 – ein "Einakter aus Luthers Leben")
- Bismarck-Denkmal für das Deutsche Volk (1915) – Jubiläumsausgabe zum 100. Geburtstag des großen Kanzlers